# Phellodendron
Phellodendron és un gènere d'arbres caducifolis dins la família rutàcia, són plantes natives de l'est i nord-est d'Àsia.

## Cultiu i usos
Els Phellodendron són plantes ornamentals en totes les estacions de l'any
Són resistents a la secada i als insectes i poden viure en ena gran varietat de sòls

Phellodendron japonicum

Una de les espècies, Phellodendron amurense (en xinès: 黄柏; pinyin: huáng bǎi; o 黄檗; pinyin: huáng bò; en rus: Бархат амурский "Barkhat Amurskiy", també бархатное дерево, пробковое дерево), és una de les 50 plantes fonamentals de la fitoteràpia xinesa